# 사랑과 죽음
《사랑과 죽음》(영어: Love and Death)은 미국에서 제작된 1975년 코미디 영화이다. 우디 앨런이 감독, 각본, 주연을 맡고, 찰스 H. 조피 등이 제작에 참여하였다.

## 줄거리
저지르지 않은 죄로 처형당할 위기에 처한 보리스 그루셴코는 자신이 어떻게 현재의 곤경에 처하게 되었는지 회상한다. 원래 오전 5시에 처형될 예정이었던 보리스는 오전 6시로 처형이 연기되는 관용을 받는다.
이반, 미하일, 보리스는 "성년"이 된 세 형제인데, 이반과 미하일은 건장하고 운동 신경이 좋지만 보리스는 비쩍 마른 5피트 6인치(약 168cm)이다. 어린 시절부터 보리스는 사촌 소냐를 사랑했으며, 소냐와 깊은 대화를 나눈다. 소냐: "사랑하는 것은 고통받는 것이다. 고통받지 않으려면 사랑하지 않아야 하지만, 그러면 사랑하지 않아서 고통받는다. 그러므로 사랑하는 것은 고통받는 것이고, 사랑하지 않는 것은 고통받는 것이고, 고통받는 것은 고통받는 것이다. 행복한 것은 사랑하는 것이고, 행복한 것은 고통받는 것이지만 고통은 사람을 불행하게 만든다. 그러므로 불행하려면 사랑해야 하거나, 고통받기 위해 사랑해야 하거나, 너무 많은 행복으로 인해 고통받아야 한다. 이걸 잘 받아적고 있기를 바란다."
소냐는 보리스에게 자신이 추구하는 사랑의 세 가지 필수 요소인 지성, 영성, 관능을 모두 갖춘 남자를 갈망한다고 말한다. 보리스는 소냐가 자신을 사랑한다고 고백하는 것으로 생각하지만, 소냐가 평생 이반을 사랑해 왔다고 말하자 좌절한다. 보리스: "이반은 나뭇가지로 땅에 자기 이름조차 제대로 못 쓴다."
이반이 안나 이바노바와 결혼할 의사라고 발표하자, 절망한 소냐는 즉시 81세의 세르게이 민스코프와 결혼하겠다고 발표한다. 흥분한 민스코프는 즉시 심장마비로 사망한다. 소냐는 이후 청어 상인 레오니드 보스코비치와 결혼하는데, 보스코비치는 청어와 놀고 소냐는 음악가와 놀아난다.
나폴레옹 보나파르트가 나폴레옹 전쟁 중 오스트리아를 침공하자, 겁쟁이이자 평화주의자인 보리스는 러시아군에 징집된다. 보리스는 "조국 러시아"를 위해 싸우는 것을 믿지 않는다. 보리스의 어머니: "제발 최전선에 보내주세요!"
보리스는 군사 훈련을 마치는데, 여기에는 콘돔과 성병에 대한 "위생극"도 포함된다. 휴가 중 보리스는 오페라에서 아름다운 알렉산드로프나 백작부인과 시시덕거리는데, 백작부인의 현재 연인은 결투에서 여러 남자를 죽였다. 백작부인: "당신은 내가 만난 최고의 연인이에요." 보리스: "혼자 있을 때 연습을 많이 합니다."
결혼 생활에 불행한 소냐는 긴 연인 목록을 늘어놓는다. 보리스는 그녀를 데리고 가겠다고 제안하지만, 소냐는 이반의 안부를 묻는다. 보리스가 다음 날 전선으로 간다고 말하자 소냐는 보리스에게 "잘 다녀와요!"라고 말한다. 보리스는 큰 대포 안에 잠들어 프랑스 지휘관 텐트로 발사되어 장교들을 죽이면서 우연히 전쟁 영웅이 된다. 전투에 12,000명으로 시작한 연대는 14명의 생존자로 줄어든다. 황제의 메시지는 "계속 수고하라"고 격려한다. 이반은 전투 사망자로, "폴란드인 양심적 병역 거부자"에게 총검으로 찔려 사망한다.
터키 기병 장교가 소냐의 순결을 모욕한다. 보스코비치는 소냐의 명예를 지키기 위한 결투 준비로 권총을 닦다가 우연히 사망한다. 소냐는 그에게 더 친절하지 못했던 것을 한탄하며, 심지어 한 번쯤은 그와 잠자리를 가질 수도 있었을 것이라고 말한다.
백작부인의 연인 안톤 레베도코프는 보리스에게 결투를 신청한다. 보리스는 돌아와 과부가 된 소냐에게 청혼하는데, 소냐는 그가 결투에서 죽을 것이라고 생각하며 결혼을 약속한다. 놀랍게도 그리고 실망스럽게도 보리스는 결투에서 살아남는다. 그들의 결혼 생활은 철학적인 논쟁으로 가득하다. 소냐: "사랑 없는 섹스는 공허한 경험이야." 보리스: "네, 하지만 공허한 경험 중에서는 최고죠." 시간이 지나면서 그는 소냐의 마음을 얻는다.
소냐는 모스크바의 나폴레옹 본부에서 나폴레옹을 암살할 계획을 세운다. 그들은 철학적인 이중화법으로 이 문제를 논쟁하고, 보리스는 마지못해 동의한다. 모스크바로 가는 길의 여관에서 그들은 돈 프란시스코와 그의 여동생, 조제프 보나파르트가 나폴레옹에게 보낸 사절을 만난다. 보리스와 소냐는 스페인 사람들을 가로막고 그들의 자리를 차지한다. 그들은 자신도 모르게 나폴레옹의 대역을 만나는데, 대역은 소냐를 유혹하려 하지만 보리스가 여러 번 시도에 실패한 후 소냐에게 맞아 쓰러진다. 의식을 잃은 대역의 몸 위에서 소냐와 보리스는 나폴레옹을 죽이는 윤리에 대해 논쟁한다. 보리스가 망설이는 동안, 다른 나폴레옹 암살자가 대역을 쏜다.
소냐는 체포를 피하지만 보리스는 붙잡힌다. 사면될 것이라는 환영을 보았음에도 불구하고 보리스는 처형된다. 보리스의 유령은 소냐와 관객에게 작별 인사를 하고 죽음과 함께 춤추며 사라진다.

## 출연진
- 우디 앨런
- 다이앤 키턴
- 제임스 톨컨
- 해럴드 굴드
- 올가 조르주피코
- 베스 포터
- 즈비 스쿨러
- 제시카 하퍼
- 데스포 디아만티두
- 이브 바르사크
- 하워드 버넌
- 앨프리드 러터 3세
- 로이드 버티스타

## 기타 제작진
- 협력 제작: 프레드 T. 갤로
- 미술: 윌리 홀트